# MyKayla Skinner
MyKayla Skinner (Gilbert, 9 de dezembro de 1996) é uma ginasta artística estadunidense, medalhista olímpica.

## Carreira
Skinner esteve com os treinadores da Desert Lights Gymnastics em Chandler, Arizona. Sua treinadora pessoal era a principal do clube, Lisa Spini. Desde 2014, é um dos principais nomes do Campeonato Mundial de Ginástica Artística com a conquista de três medalhas de ouro. Sua vitória mais expressiva foi a medalha de prata no salto nos Jogos Olímpicos de Verão de 2020 em Tóquio.